# Erling Jensen
Erling Johannes Jensen, född 1 november 1919 på Frederiksberg, död 4 oktober 2000, var en dansk socialdemokratisk politiker och minister. Han var folketingsledamot 1973-1987. Han är far till författaren Carsten Bo Jensen.

## Bakgrund
Erling Jensen var son till fiskhandlaren Franciskus Jensen (1875-1960) och Mary Smith (1881-1970). Familjen levde under knappa ekonomiska förhållanden. Efter realexamen 1936 var Jensen anställd som kontorist på Philips A/S och Köpenhamns kommun. Han tog studentexamen från en aftonskola 1946 och arbetade därefter som kontorist och fastighetsmäklare på Østifternes Kreditforening (1946-1957). Han studerade samtidigt juridik på Köpenhamns universitet, där han tog kandidatexamen 1956. Han var sedan ungdomen medlem i Socialdemokratiet och var under 1950-talet engagerad i utbyggnaden av Arbejdernes Oplysningsforbund på Frederiksberg. Som anställd på Østifternes Kreditforening fick han öknamnet ”Røde Erling” efter att ha gjort ett misslyckat försök att organisera företagets anställda i fackföreningen HK. Tillsammans med LO utformade han också kravet på ekonomisk demokrati, främst inom industrin. Från 1956 var han verksamhetschef för den danska kooperationen, Det kooperative Fællesforbund, och därefter förbundets vice ordförande (1968-1971). Genom denna befattning blev han ledamot i den kommitté som utformade Socialdemokratiets principprogram från 1961, där han främst gjorde avtryck i konsumentpolitiken.
Jensen var också aktiv inom folkhögskolerörelsen; Han var föreståndare för Esbjergs folkhögskola från 1960 och en av grundarna av LO-skolan i Helsingör. Han var föreståndare för den senare 1967-1971 och samtidigt ordförande av Arbejderbevægelsens Erhvervsråd.

## Minister
Även om Jensen saknade erfarenhet av parlamentariskt arbete hade han en framträdande roll inom både Socialdemokratiet och arbetarrörelsen. Detta resulterade i att han utsågs till handelsminister i Jens Otto Krags tredje regering 1971. Här kom han att ingå ett avtal med A.P. Møller om utvinning av naturgas i Nordsjön och införa restriktioner i värme- och bensinförbrukningen i samband med oljekrisen 1973. Det senare innebar bl.a. bilfria söndagar. Han stod också bakom upphävandet av De Danske Spritfabrikkers (Danisco) monopol på sprittillverkning 1972, samt anpassning av näringslivslagstiftningen till EG:s regler. Tillsammans med övriga statsråd lämnade han regeringen efter valet i december 1973, då Poul Hartling bildade en Venstreregering. Jensen blev dock invald i Folketinget samma år för Helsingörs valkrets. Han återfick handelsministerposten i samband med att Socialdemokratiet återtog regeringsmakten i februari 1975.
Jensen var även arbetsminister (1976-1977), justitieminister (1977-1978), socialminister (1978-1979) och industriminister (1979-1982). Som justitieminister genomförde han bl.a. en omfattande lagstiftning 1980 om persondataregistrering och upprättandet av ett tillhörande kontrollorgan, Registertilsynet. Som industriminister genomförde han en lag som avlägsnade aktier och obligationer i dess fysiska form, och istället registrerades i Værdipapircentralens EDB-system.